# Daan van Dijk
Daniel "Daan" van Dijk (10 de maio de 1907 — 22 de novembro de 1986) foi um ciclista de pista holandês, que competiu nos Jogos Olímpicos de 1928, realizados em Amsterdã. Conquistou a medalha de ouro na prova de tandem, juntamente com Bernhard Leene.